# The Baddest Female
The Baddest Female è un singolo della rapper sudcoreana CL, pubblicato il 28 maggio 2013.

## Pubblicazione
Il titolo originale di The Baddest Female è stato annunciato come Bad Girl il 23 maggio 2013 dalla YG Entertainment, ma è stato cambiato dopo che la cantante Lee Hyori ha pubblicato un singolo intitolato con lo stesso nome e la compagnia ha ribattezzato il titolo in The Baddest Female.

## Descrizione
La canzone è stata prodotta da Teddy Park ed è descritta come una traccia hip hop, dubstep ed elettronica che incorpora "elettronica ondulata, pause di batteria militari, campanelli a vento e una linea di basso mostruosa".

## Promozione
CL ha anche eseguito la canzone al programma Inkigayo per tutto il mese di giugno. Il 25 febbraio 2018, CL ha eseguito la canzone alla cerimonia di chiusura delle Olimpiadi invernali 2018 allo stadio Olimpico di Pyeongchang insieme a I Am the Best.

## Video musicale
Il video musicale, diretto da Seo Hyun-seung, è stato reso disponibile il 28 maggio 2013 in concomitanza con l'uscita del brano. Nel video sono presenti i compagni di etichetta di CL G-Dragon, Taeyang del gruppo Big Bang, Lydia Paek e Teddy Park. Yang Hyun-suk, fondatore della YG Entertainment, ha elogiato il video, definendolo "uno dei migliori video musicali che abbia mai visto".

## Riconoscimenti

### Premi dei programmi musicali
- Inkigayo
  - 9 giugno 2013

## Classifiche
| Classifica (2013) | Posizione massima |
| ----------------- | ----------------- |
| Corea del Sud     | 4                 |